# Kinetische kunst

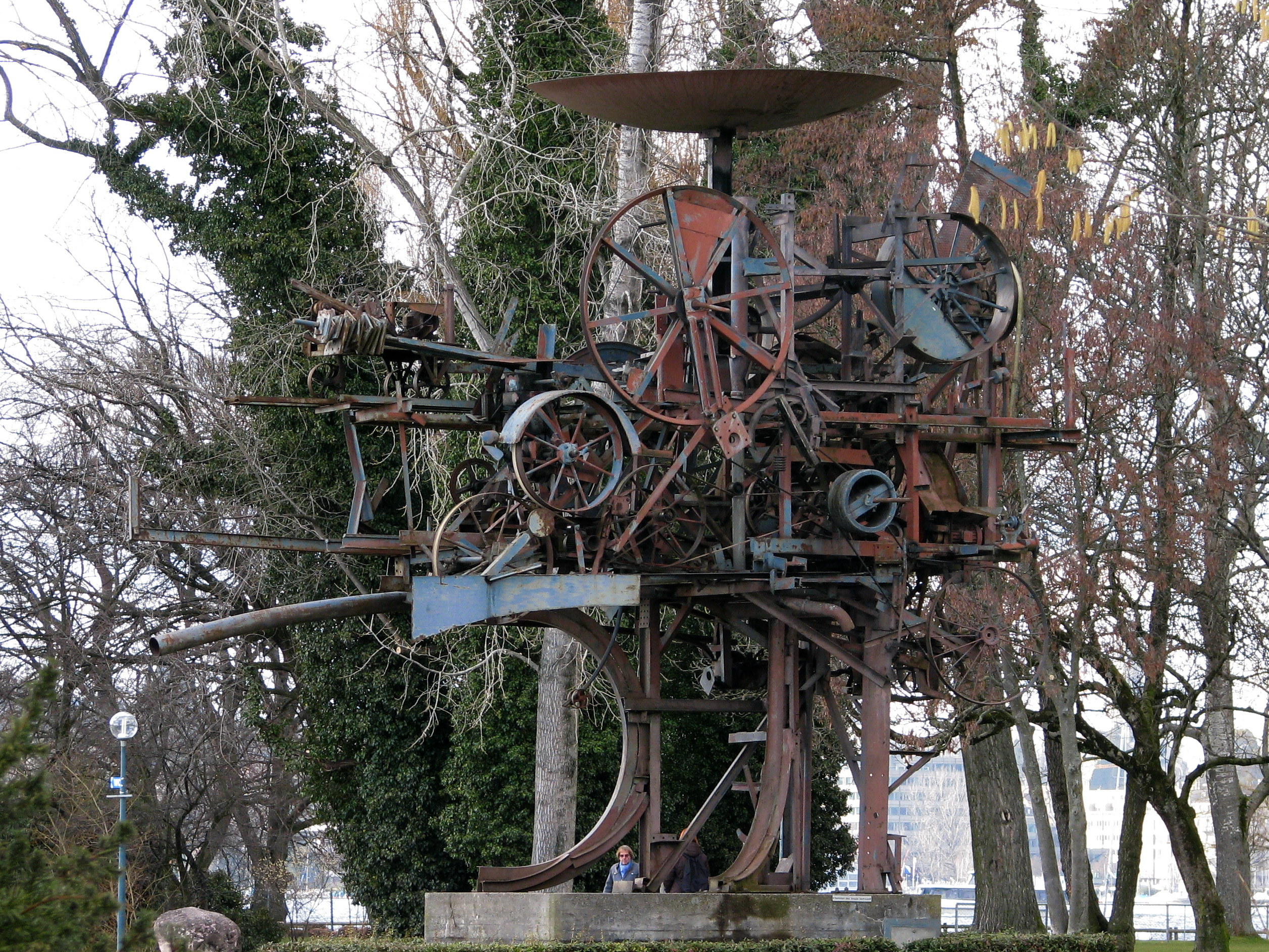
Jean Tinguely: Heureka in Zürich

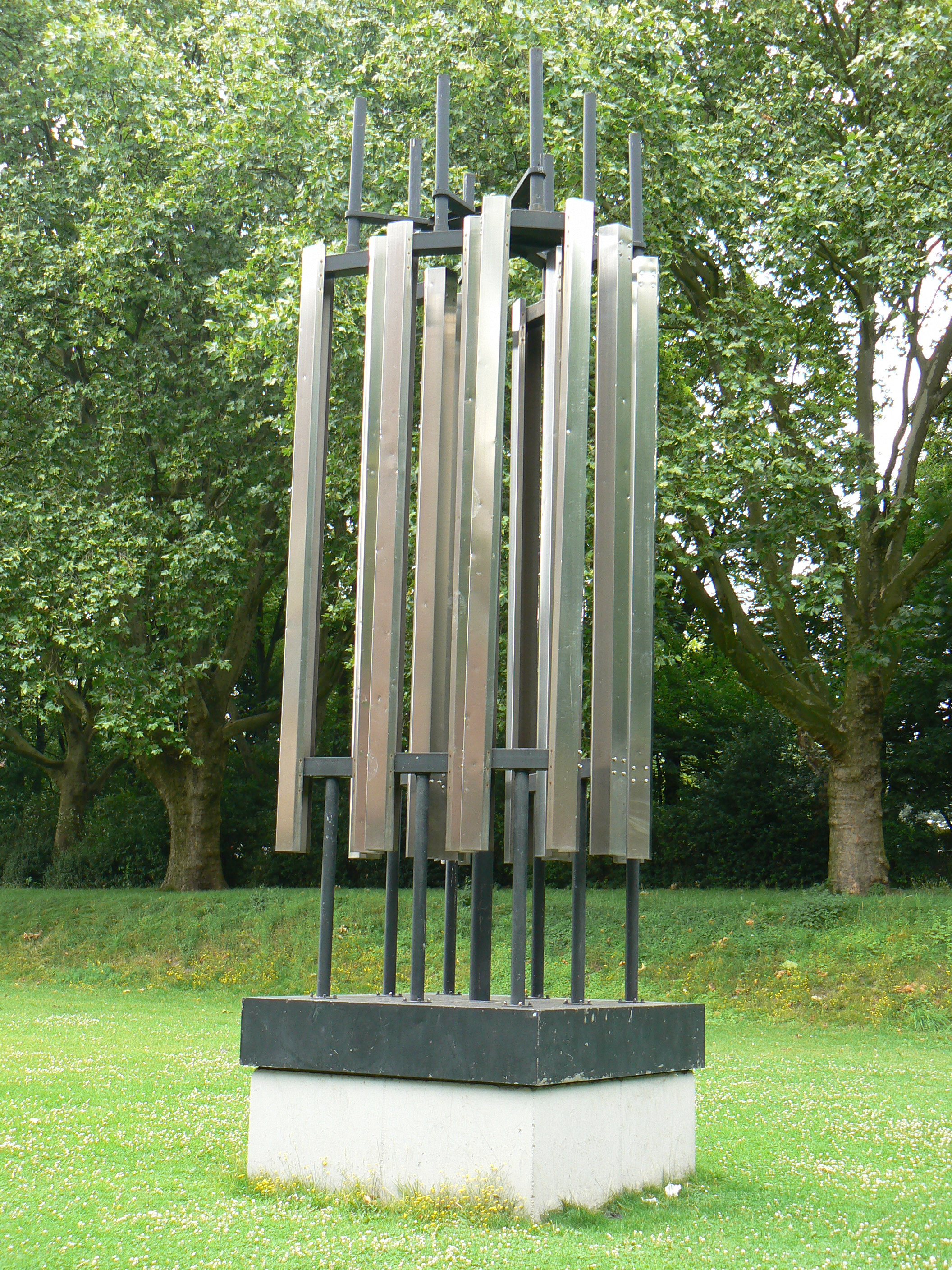
Horst Luther: Lichtmaschine (1970) in Gelsenkirchen-Buer

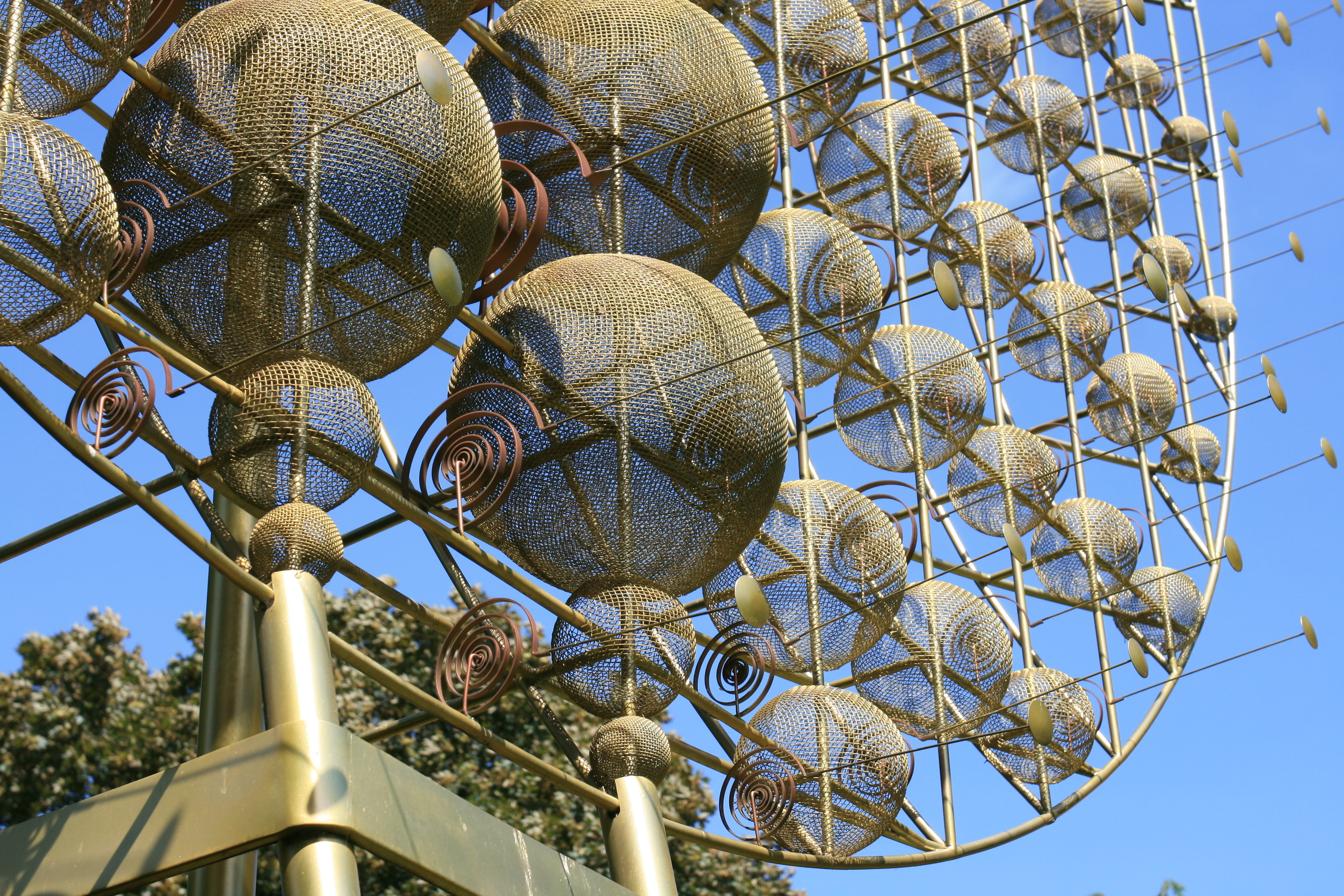
Günter Haese: Optimus II in Viersen

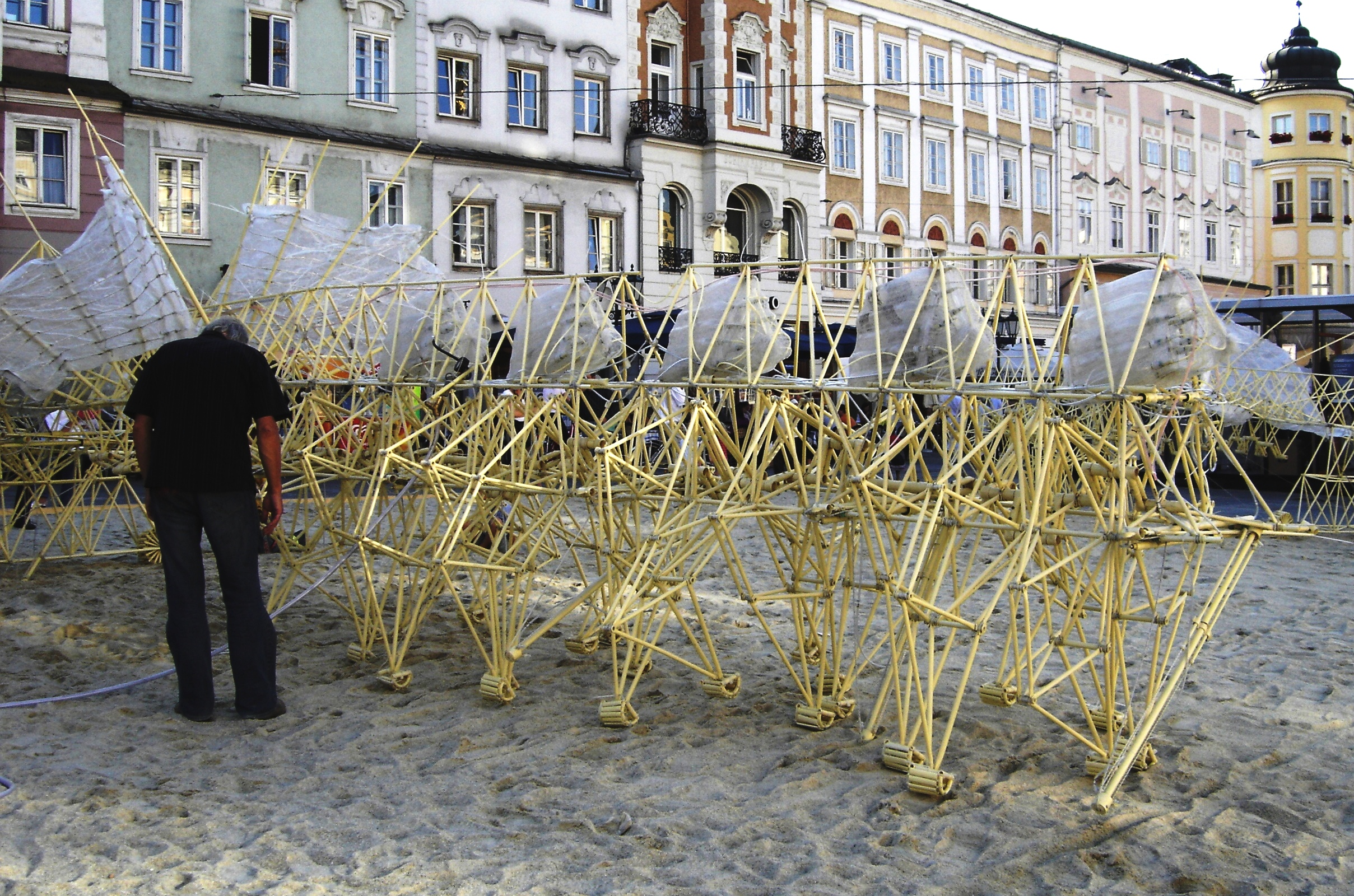
Theo Jansen: Strandbeest

Kinetische kunst of kinetic art is een stroming in de kunst waarin beweging centraal staat. De bedoeling van kinetische kunst is om de bewegende verandering van licht of beweging te begrijpen. Tot dit doel verandert vaak de omgeving eromheen in plaats van het werk zelf.

## Ontstaan
Tijd en Beweging uitbeelden in het kunstgebeuren zijn aloude motiveringen. Rogier Van der Weyden had er al mee te maken in zijn Kruisafneming, midden de 15e eeuw, tussen de statische mystici van de Vlaamse Primitieven. William Turner liet zijn trein uit de mist stormen in zijn Regen, stoom en snelheid van 1844.
We moeten echter op de komedie Le Roi Bombance van Filippo Marinetti wachten, te Parijs in 1909, en op de daaropvolgende futuristische manifesten, met Carlo Carrà, Luigi Russolo, Giacomo Balla en Gino Severini, om kennis te maken met de eerste theoretische grondslagen van een statisch dynamisme en de creaties ervan.
Robert Delaunay en Piet Mondriaan bevestigen, na 1913, de puur dynamische mobiliteit van de kleur, elk op hun eigen manier, maar het is Marcel Duchamp die in dat jaar het eerste echt mobiele werk creëert met zijn Fietswiel. De kinetische kunst is geboren.
Dadaïsme en optische illusies uit de op-art spelen hun rol in het kinetisme en Man Ray realiseert, in 1920, zijn eerste mobiele prestaties Abat-jour en Objet à détruire. Vladimir Tatlin creëert zijn gigantisch Monument voor de Derde Internationale, in Rusland, en Naum Gabo presenteert zijn Construction cinétique ook al in datzelfde jaar. Ook Aleksandr Rodtsjenko, Alexei Kloutsis en Ivan Klioun dienen geciteerd, terwijl Alexandre Archipenko met zijn machine Archipentura, in 1924, de illusie van beweging schept met diverse picturale composities die simultaan bewegen.
Merken we terloops op, dat schilders en beeldhouwers op eenzelfde veld spelen. Twee- en driedimensionele kunst worden inderdaad door dezelfde motivering van tijd en beweging bevangen.
In Duitsland speelt Bauhaus zijn promoverende rol met Oskar Schlemmer, Herbert Bayer, Josef Albers en Laszlo Moholy-Nagy, die van 1922 tot 1930 aan zijn Licht-Raum-Modulator werkt. Viking Eggeling en Hans Richter provoceren beweging alleen binnen puur optische middelen met hun rouleaux-collages.
De Amerikaan Alexander Calder, beroemd omwille van zijn Mobiles, sinds 1932, realiseert zijn eerste Bocal de poissons rouges à manivelle in 1929.

## Vanaf 1950
Na een zekere stagnatie komt de kinetische kunst opnieuw tot bloei na de oorlog, vanaf de jaren vijftig, met Victor Vasarely als onbetwist opmerkelijkste figuur. Zijn esthetiek vindt adepten in Joël Stein, François Morellet, Garcia Rossi, Julio Le Parc en Francisco Sobrino. Ook Garcia Miranda, Lily Greenham, Helge Sommerrock, Walter Zehringer en Miroslav Sute treden op de voorgrond omheen 1970.
Ten slotte brengt de grote expositie The Responsive Eye, van 1965, in het Museum of Modern Art (MoMa) van New York, de Amerikanen Richard Anuszkiewicz, Benjamin Cunningham, Larry Poons en de Britse Bridget Riley in de schijnwerpers.
Na 1965 zijn optische en kinetische elementen hoe langer hoe moeilijker te scheiden. Andere mobiele kunstwerken zijn bekend van Jesús Rafael Soto, Eusebio Sempere, Yaacov Agam, Narciso Debourg, Walter Leblanc, Ludwig Wilding, Christian Megert, Gabriële de Vecchi, Heinz Mack, Karl Gerstner, Getulio Alviani, Youri Messen-Jaschin, Enzo Mari, Uli Pohl, Luis Tomasello, Carlos Cruz-Diez, Pol Bury, Martha Boto, Bernard Lassus, Gerrit van Bakel, Gijs van Bon, Hans-Michael Kissel en Nicolas Schöffer, har voogt.
De Nederlander Theo Jansen, een Delftse ingenieur, ontwierp skeletten van pvc die op windenergie over het strand kunnen wandelen. Joost Conijn bouwde onder andere een auto van hout die op hout reed.
Diverse sound art artiesten maken ook kinetische sculpturen, waarbij de beweging zorgt voor klankopwekking. Een bekende artiesten die kinetische kunst toepasten in installaties zijn Frederic Le Junter en Pierre Bastien. Deze laatste ontwierp met behulp van onder meer Meccano allerlei mechanische geluidsmachines. Ook Remko Scha en Paul Panhuysen maakten ten tijde van het Apollohuis veel grootschalige installaties waarin bewegende objecten een centrale rol hadden. Scha ontwierp onder andere The Machines.